# 联城乡
联城乡是中国山东省临沂市蒙阴县下辖的一个乡。

## 行政区划
联城乡下辖类家城子村、禹家城子村、崔家城子村、大城子村、宋家城子村、任家城子村、李家北山村、小山口村、大王家洼村、小王家汪村、王去峪村、富山庄村、魏石山村、罗家沟村、对山庄村、常岭村、聚来庄村、郭家场村、西南峪村、大庄村、小庄村、刘家官庄村、花峪村、龙凤峪村、山南村、钓鱼台村、乔家庄村、董家台村、常马庄村、王家村、东宝兴店村、南鲁村、龙榜崖村、张家村、许家沟村、布洼村、鸿喜庄村、牛头峪村、宋家臻子崖村、和恬村、堂子村、刘庄村、桃花峪村、相家庄子村、杨庄村、虎路坡村、铁头仓村、朱家庄村、沙沟峪村、青山村、宝兴店村、台上村。